# فلهيلم إدوارد فيبر
فلهيلم إدوارد فيبر (1804-1891) عالم فيزياء ألماني درس الكهربائية والمغناطيسية ولد في ويتنبرغ   وسط عائلة من 12 فردا وكان والده عالما في اللاهوتية وتعاون مع الرياضي كارل غاوس قام باختراع أجهزة حساسة لقياس المجال المغناطيسي وقياس التيار المستمر والتيار المتردد وأوجد الوحدة الدولية لقياس التدفق المغناطيسي وهي ويبر كما ساهم في تطوير دينامومتر كهربائي.

## وصلات خارجية
- فلهيلم إدوارد فيبر على موقع الموسوعة البريطانية (الإنجليزية)
- فلهيلم إدوارد فيبر على موقع إن إن دي بي (الإنجليزية)